# Carlos Sherman
Carlos Sherman (belarús: Карлас Шэрман; Montevideo, 25 d'octubre de 1934 - Noruega, 4 de març de 2005) fou un traductor i escriptor belarús d'origen uruguaià. Tanmateix, va ser vicepresident honorari del Centre PEN de Belarús, una associació internacional d'escriptors l'objectiu dels quals és promoure la cooperació intel·lectual i l'entesa entre autors. També va tenir un destacat paper com a activista dels drets humans. Va traduir obres originals del castellà al belarús i al rus.

## Biografia
Carlos va néixer a Montevideo, Uruguai. El seu pare era originari de l'oest de Belarús i la seva mare tenia ascendència ameríndia. Es va criar a l'Argentina i va estudiar filologia a la Universitat de Morón a Buenos Aires, des de 1951 fins al 1956, període en el qual va començar la seva trajectòria com a home de lletres, en conèixer, entre altres autors, a Pablo Neruda. El 1955, es va convertir en editor del diari Mi Pueblo. Un any després, el seu pare, influenciat per la propaganda soviètica, va decidir tornar a Belarús -en aquells temps part de l'URSS- acompanyat de tota la família. En un principi, Carlos va treballar com a empleat en una fàbrica, i més endavant com a traductor i bibliotecari a l'Acadèmia de Ciències de Belarús de Jakub Kolas.
A partir de 1980, es va dedicar exclusivament a l'àmbit literari. Va traduir al castellà l'obra d'importants escriptors i poetes belarussos com Jakub Kolas, Yanka Kupala, Ryhor Baradulin i Vasil Bykau. També va traduir al belarús i al rus les obres senceres de Federico García Lorca, Neruda i d'altres autors, al mateix temps que continuava escrivint la seva pròpia poesia en castellà.
A finals de la dècada de 1980, va donar suport a una campanya per establir un centre belarús de l'Organització Internacional PEN, i, un cop establert, va exercir com a el vicepresident fins a l'any 2003, quan es va veure obligat a deixar el càrrec per problemes de salut.
Morí dos anys després a un hospital de Noruega amb 70 anys.